# Tonight (Son Mieux)
Tonight is een nummer van de Nederlandse band Son Mieux uit 2023.
"Tonight" gaat over partners in een relatie die bij elkaar blijven, ondanks dat ze door moeilijke tijden gaan. Het nummer is minder dansbaar dan de twee vorige singles, "Multicolor" en "Tell Me More". "Tonight" is geschreven door de band en Isa Azier. De single, en bijbehorende videoclip, zijn op 5 september 2023 live opgenomen in de Thomaskerk in Amsterdam. De opname, met een orkest van 23 muzikanten, is in één keer opgenomen. "Tonight" is het laatste nummer van de band waarop toetsenist Quinten Meiresonne te horen is; twee weken na uitkomen van de single verliet hij de groep.
Tonight werd verkozen tot Alarmschijf, 538 Favourite, 3FM Megahit en NPO Radio 2 TopSong. Het stond meerdere weken in de top 10 van de Top 40. Terwijl het nummer nog in de Top 40 stond werd het in december 2023 ook verkozen tot een 213e plek in de Top 2000.

## NPO Radio 2 Top 2000
| Nummer met noteringen in de NPO Radio 2 Top 2000 | '23 | '24 |
| ------------------------------------------------ | --- | --- |
| Tonight                                          | 213 | 88  |

1. ↑  Een vetgedrukt getal geeft de hoogste notering aan.
2. ↑  2023 was het eerste jaar met een notering voor dit nummer.